# Raúl Albiol
Raúl Albiol Tortajada (Vilamarxant, 4 september 1985) is een Spaans betaald voetballer die doorgaans als centrale verdediger speelt. Hij verruilde Napoli in juli 2019 voor Villarreal. Albiol debuteerde in oktober 2007 in het Spaans voetbalelftal.

## Clubcarrière
Albiol is afkomstig uit de jeugd (cantera) van Valencia. Op 24 september 2003 debuteerde hij in het eerste elftal in het UEFA Cup-duel met AIK Solna. In het seizoen 2004/05 speelde de verdediger op huurbasis bij Getafe. Na zijn terugkeer naar Valencia CF in 2005 werd Albiol een vaste waarde bij Los Chés. Hij scoorde in de eerste twee officiële wedstrijden van het seizoen 2006/07 tegen Real Betis in de Primera División en Olympiakos in de Champions League.
Op 24 juni 2009 werd bekend dat Albiol de overstap maakte naar Real Madrid. Met de overgang zou een bedrag van circa vijftien miljoen euro gepaard gaan. In de zomer van 2013 maakte Albiol de overstap naar Napoli. Na 6 seizoenen in Italië keerde hij in de zomer van 2019 terug naar Spanje, waar hij een 3-jarig contract tekende bij Villarreal CF. In zijn tweede seizoen veroverde hij de Europa League met de club.

## Clubstatistieken
| Seizoen | Club          | Land            | Competitie       | Competitie | Competitie | Beker | Beker | Internationaal | Internationaal | Totaal | Totaal |
| Seizoen | Club          | Land            | Competitie       | Wed.       | Dlp.       | Wed.  | Dlp.  | Wed.           | Dlp.           | Wed.   | Dlp.   |
| ------- | ------------- | --------------- | ---------------- | ---------- | ---------- | ----- | ----- | -------------- | -------------- | ------ | ------ |
| 2002/03 | Valencia CF   | Vlag van Spanje | Primera División | 0          | 0          | 0     | 0     | 1              | 0              | 1      | 0      |
| 2003/04 | Valencia CF   | Vlag van Spanje | Primera División | 0          | 0          | 0     | 0     | 2              | 0              | 2      | 0      |
| 2004/05 | → Getafe CF   | Vlag van Spanje | Primera División | 17         | 1          | 0     | 0     | —              | —              | 35     | 4      |
| 2005/06 | Valencia CF   | Vlag van Spanje | Primera División | 29         | 1          | 4     | 0     | 3              | 0              | 36     | 1      |
| 2006/07 | Valencia CF   | Vlag van Spanje | Primera División | 36         | 1          | 4     | 1     | 12             | 1              | 52     | 3      |
| 2007/08 | Valencia CF   | Vlag van Spanje | Primera División | 32         | 1          | 6     | 0     | 7              | 0              | 45     | 1      |
| 2008/09 | Valencia CF   | Vlag van Spanje | Primera División | 34         | 2          | 2     | 0     | 6              | 0              | 42     | 2      |
| 2009/10 | Real Madrid   | Vlag van Spanje | Primera División | 33         | 0          | 2     | 0     | 8              | 1              | 43     | 1      |
| 2010/11 | Real Madrid   | Vlag van Spanje | Primera División | 20         | 0          | 6     | 0     | 6              | 0              | 32     | 0      |
| 2011/12 | Real Madrid   | Vlag van Spanje | Primera División | 10         | 0          | 2     | 0     | 5              | 0              | 17     | 0      |
| 2012/13 | Real Madrid   | Vlag van Spanje | Primera División | 18         | 1          | 6     | 0     | 2              | 0              | 26     | 1      |
| 2013/14 | SSC Napoli    | Vlag van Italië | Serie A          | 32         | 1          | 5     | 0     | 9              | 0              | 46     | 1      |
| 2014/15 | SSC Napoli    | Vlag van Italië | Serie A          | 35         | 0          | 4     | 0     | 12             | 0              | 51     | 0      |
| 2015/16 | SSC Napoli    | Vlag van Italië | Serie A          | 36         | 1          | 0     | 0     | 3              | 0              | 39     | 1      |
| 2016/17 | SSC Napoli    | Vlag van Italië | Serie A          | 26         | 0          | 3     | 0     | 6              | 0              | 35     | 0      |
| 2017/18 | SSC Napoli    | Vlag van Italië | Serie A          | 31         | 1          | 0     | 0     | 8              | 0              | 39     | 1      |
| 2018/19 | SSC Napoli    | Vlag van Italië | Serie A          | 20         | 1          | 0     | 0     | 6              | 0              | 26     | 1      |
| 2019/20 | Villarreal CF | Vlag van Spanje | Primera División | 36         | 1          | 2     | 0     | —              | —              | 38     | 1      |
| 2020/21 | Villarreal CF | Vlag van Spanje | Primera División | 35         | 0          | 1     | 0     | 11             | 2              | 47     | 2      |
| Totaal  | Totaal        | Totaal          | Totaal           | 480        | 12         | 49    | 1     | 107            | 4              | 636    | 17     |

Bijgewerkt op 26 mei 2021.

## Interlandcarrière
Albiol werd in 2004 met Spanje –19 Europees kampioen. In 2005 behoorde de verdediger tot de Spaanse selectie voor het WK –20. Spanje won alle groepswedstrijden, maar in de kwartfinale was het Argentinië van Lionel Messi met 3-1 te sterk. Albiol begon het toernooi als aanvoerder tegen Marokko. Ook tegen Chili was hij basisspeler, maar de verdediger moest de aanvoerdersband afstaan aan Miquel Robusté. In de laatste groepswedstrijd tegen Honduras moest Albiol genoegen nemen met een plek op de bank. Tegen Turkije (achtste finale) en Argentinië (kwartfinale) begon hij ook op de bank, maar viel hij nog wel in. Albiol debuteerde op 13 oktober 2007 in het Spaans nationaal elftal, tegen Denemarken (3-1). Hij begon in de basis. Op het EK 2008 in Oostenrijk en Zwitserland was Albiol lid van de selectie die Europees kampioen werd, hoewel hij nooit in het toernooi in de basis startte. Albiol won met Spanje ook het WK 2010. Mede door een blessure kwam de verdediger daarop als enige Spaanse veldspeler niet in actie.
| Interlands van Raúl Albiol voor Spanje | Interlands van Raúl Albiol voor Spanje | Interlands van Raúl Albiol voor Spanje | Interlands van Raúl Albiol voor Spanje | Interlands van Raúl Albiol voor Spanje | Interlands van Raúl Albiol voor Spanje |
| №                                      | Datum                                  | Wedstrijd                              | Uitslag                                | Competitie                             | Goals                                  |
| Als speler bij Valencia CF             | Als speler bij Valencia CF             | Als speler bij Valencia CF             | Als speler bij Valencia CF             | Als speler bij Valencia CF             | Als speler bij Valencia CF             |
| -------------------------------------- | -------------------------------------- | -------------------------------------- | -------------------------------------- | -------------------------------------- | -------------------------------------- |
| 1                                      | 13 oktober 2007                        | Denemarken – Spanje                    | 1 – 3                                  | EK 2008 kwalificatie                   |                                        |
| 2                                      | 21 november 2007                       | Spanje – Noord-Ierland                 | 1 – 0                                  | EK 2008 kwalificatie                   |                                        |
| 3                                      | 6 februari 2008                        | Spanje – Frankrijk                     | 1 – 0                                  | Vriendschappelijk                      |                                        |
| 4                                      | 26 maart 2008                          | Spanje – Italië                        | 1 – 0                                  | Vriendschappelijk                      |                                        |
| 5                                      | 14 juni 2008                           | Zweden – Spanje                        | 1 – 2                                  | EK 2008                                |                                        |
| 6                                      | 29 juni 2008                           | Duitsland – Spanje                     | 0 – 1                                  | EK 2008                                |                                        |
| 7                                      | 20 augustus 2008                       | Denemarken – Spanje                    | 0 – 3                                  | Vriendschappelijk                      |                                        |
| 8                                      | 6 september 2008                       | Spanje – Bosnië en Herzegovina         | 1 – 0                                  | WK 2010 kwalificatie                   |                                        |
| 9                                      | 10 september 2008                      | Spanje – Armenië                       | 4 – 0                                  | WK 2010 kwalificatie                   |                                        |
| 10                                     | 19 november 2008                       | Spanje – Chili                         | 3 – 0                                  | Vriendschappelijk                      |                                        |
| 11                                     | 11 februari 2009                       | Spanje – Engeland                      | 2 – 0                                  | Vriendschappelijk                      |                                        |
| 12                                     | 28 maart 2009                          | Spanje – Turkije                       | 1 – 0                                  | WK 2010 kwalificatie                   |                                        |
| 13                                     | 9 juni 2009                            | Azerbeidzjan – Spanje                  | 0 – 6                                  | Vriendschappelijk                      |                                        |
| 14                                     | 14 juni 2009                           | Nieuw-Zeeland – Spanje                 | 0 – 5                                  | Confederations Cup 2009                |                                        |
| 15                                     | 20 juni 2009                           | Zuid-Afrika – Spanje                   | 0 – 2                                  | Confederations Cup 2009                |                                        |
| 16                                     | 28 juni 2009                           | Zuid-Afrika – Spanje                   | 2 – 3                                  | Confederations Cup 2009                |                                        |
| Als speler bij Real Madrid             |                                        |                                        |                                        |                                        |                                        |
| 17                                     | 5 september 2009                       | Spanje – België                        | 5 – 0                                  | WK 2010 kwalificatie                   |                                        |
| 18                                     | 9 september 2009                       | Spanje – Estland                       | 3 – 0                                  | WK 2010 kwalificatie                   |                                        |
| 19                                     | 14 oktober 2009                        | Bosnië en Herzegovina – Spanje         | 2 – 5                                  | WK 2010 kwalificatie                   |                                        |
| 20                                     | 14 november 2009                       | Spanje – Argentinië                    | 2 – 1                                  | Vriendschappelijk                      |                                        |
| 21                                     | 18 november 2009                       | Oostenrijk – Spanje                    | 1 – 5                                  | Vriendschappelijk                      |                                        |
| 22                                     | 3 maart 2010                           | Frankrijk – Spanje                     | 0 – 2                                  | Vriendschappelijk                      |                                        |
| 23                                     | 3 juni 2010                            | Zuid-Korea – Spanje                    | 0 – 1                                  | Vriendschappelijk                      |                                        |
| 24                                     | 9 februari 2011                        | Spanje – Colombia                      | 1 – 0                                  | Vriendschappelijk                      |                                        |
| 25                                     | 29 maart 2011                          | Litouwen – Spanje                      | 1 – 3                                  | EK 2012 kwalificatie                   |                                        |
| 26                                     | 4 juni 2011                            | Verenigde Staten – Spanje              | 0 – 4                                  | Vriendschappelijk                      |                                        |
| 27                                     | 7 juni 2011                            | Venezuela – Spanje                     | 0 – 3                                  | Vriendschappelijk                      |                                        |
| 28                                     | 10 augustus 2011                       | Italië – Spanje                        | 2 – 1                                  | Vriendschappelijk                      |                                        |
| 29                                     | 2 september 2011                       | Chili – Spanje                         | 2 – 3                                  | Vriendschappelijk                      |                                        |
| 30                                     | 6 september 2011                       | Spanje – Liechtenstein                 | 6 – 0                                  | EK 2012 kwalificatie                   |                                        |
| 31                                     | 7 oktober 2011                         | Tsjechië – Spanje                      | 0 – 2                                  | EK 2012 kwalificatie                   |                                        |
| 32                                     | 26 mei 2012                            | Servië – Spanje                        | 0 – 2                                  | Vriendschappelijk                      |                                        |
| 33                                     | 30 mei 2012                            | Zuid-Korea – Spanje                    | 1 – 4                                  | Vriendschappelijk                      |                                        |
| 34                                     | 3 juni 2012                            | Spanje – China                         | 1 – 0                                  | Vriendschappelijk                      |                                        |
| 35                                     | 15 augustus 2012                       | Puerto Rico – Spanje                   | 1 – 2                                  | Vriendschappelijk                      |                                        |
| 36                                     | 7 september 2012                       | Spanje – Saoedi-Arabië                 | 5 – 0                                  | Vriendschappelijk                      |                                        |
| 37                                     | 12 oktober 2012                        | Wit-Rusland – Spanje                   | 0 – 4                                  | WK 2014 kwalificatie                   |                                        |
| 38                                     | 14 november 2012                       | Panama – Spanje                        | 1 – 5                                  | Vriendschappelijk                      |                                        |
| 39                                     | 8 juni 2013                            | Haïti – Spanje                         | 1 – 2                                  | Vriendschappelijk                      |                                        |
| 40                                     | 20 juni 2013                           | Tahiti – Spanje                        | 0 – 10                                 | Confederations Cup 2013                |                                        |
| Als speler bij SSC Napoli              |                                        |                                        |                                        |                                        |                                        |
| 41                                     | 14 augustus 2013                       | Ecuador – Spanje                       | 0 – 2                                  | Vriendschappelijk                      |                                        |
| 42                                     | 6 september 2013                       | Finland – Spanje                       | 0 – 2                                  | Vriendschappelijk                      |                                        |
| 43                                     | 10 september 2013                      | Chili – Spanje                         | 2 – 2                                  | Vriendschappelijk                      |                                        |
| 44                                     | 19 november 2013                       | Zuid-Afrika – Spanje                   | 1 – 0                                  | Vriendschappelijk                      |                                        |
| 45                                     | 5 maart 2014                           | Spanje – Italië                        | 1 – 0                                  | Vriendschappelijk                      |                                        |
| 46                                     | 30 mei 2014                            | Spanje – Bolivia                       | 2 – 0                                  | Vriendschappelijk                      |                                        |
| 47                                     | 23 juni 2014                           | Australië – Spanje                     | 0 – 3                                  | WK 2014                                |                                        |
| 48                                     | 8 september 2014                       | Spanje – Macedonië                     | 5 – 1                                  | EK 2016 kwalificatie                   |                                        |
| 49                                     | 9 oktober 2014                         | Slowakije – Spanje                     | 2 – 1                                  | EK 2016 kwalificatie                   |                                        |
| 50                                     | 18 november 2014                       | Spanje – Duitsland                     | 0 – 1                                  | Vriendschappelijk                      |                                        |
| 51                                     | 31 maart 2015                          | Nederland – Spanje                     | 2 – 0                                  | Vriendschappelijk                      |                                        |
| 52                                     | 11 oktober 2018                        | Wales – Spanje                         | 1 – 4                                  | Vriendschappelijk                      |                                        |
| Als speler bij Villarreal CF           |                                        |                                        |                                        |                                        |                                        |
| 53                                     | 12 oktober 2019                        | Noorwegen – Spanje                     | 1 – 1                                  | EK 2020 kwalificatie                   |                                        |
| 54                                     | 15 oktober 2019                        | Zweden – Spanje                        | 1 – 1                                  | EK 2020 kwalificatie                   |                                        |
| 55                                     | 15 november 2019                       | Spanje – Malta                         | 7 – 0                                  | EK 2020 kwalificatie                   |                                        |
| 56                                     | 18 november 2019                       | Spanje – Roemenië                      | 5 – 0                                  | EK 2020 kwalificatie                   |                                        |

Bijgewerkt op 7 mei 2021.

## Erelijst
| Competitie          |          |            |          |          |
| Competitie          | Aantal   | Jaren      |          |          |
| Valencia            | Valencia | Valencia   | Valencia | Valencia |
| ------------------- | -------- | ---------- | -------- | -------- |
| Copa del Rey        | 1x       | 2007/08    |          |          |
| Real Madrid         |          |            |          |          |
| Primera División    | 1x       | 2011/12    |          |          |
| Copa del Rey        | 1x       | 2010/11    |          |          |
| Supercopa de España | 1x       | 2012       |          |          |
| Napoli              |          |            |          |          |
| Coppa Italia        | 1x       | 2013/14    |          |          |
| Supercoppa Italiana | 1x       | 2014       |          |          |
| Villarreal          |          |            |          |          |
| UEFA Europa League  | 1x       | 2020/21    |          |          |
| Spanje              |          |            |          |          |
| FIFA WK             | 1x       | 2010       |          |          |
| UEFA EK             | 2x       | 2008, 2012 |          |          |
| Spanje –19          |          |            |          |          |
| UEFA EK onder 19    | 1x       | 2004       |          |          |

1 Júnior ·
2 Costa ·
3 Albiol  ·
4 Bailly ·
5 Kambwala ·
6 Suárez ·
7 Moreno ·
8 Foyth ·
10 Parejo ·
11 Akhomach ·
12 Bernat ·
13 Conde ·
14 Comesaña ·
15 Barry ·
16 Baena ·
17 Femenía ·
18 Gueye ·
19 Pépé ·
20 Terrats ·
21 Pino ·
22 Pérez ·
23 Cardona ·
24 Pedraza ·
31 Álvarez ·
Coach: Marcelino
1 Casillas  ·
2 Albiol ·
3 Navarro ·
4 Marchena ·
5 Puyol ·
6 Iniesta ·
7 Villa ·
8 Xavi ·
9 Torres ·
10 Fàbregas ·
11 Capdevila ·
12 Cazorla ·
13 Palop ·
14 Alonso ·
15 Ramos ·
16 García ·
17 Güiza ·
18 Arbeloa ·
19 Senna ·
20 Juanito ·
21 Silva ·
22 De la Red ·
23 Reina ·
Coach: Aragonés
1 Casillas  ·
2 Albiol ·
3 Piqué ·
4 Marchena ·
5 Puyol ·
6 Hernández ·
7 Villa ·
8 Xavi ·
9 Torres ·
10 Fàbregas ·
11 Capdevila ·
12 Busquets ·
13 López ·
14 Alonso ·
15 Ramos ·
16 Llorente ·
17 Güiza ·
18 Riera ·
19 Arbeloa ·
20 Cazorla ·
21 Silva ·
22 Mata ·
23 Reina ·
Coach: Del Bosque
1 Casillas  ·
2 Albiol ·
3 Piqué ·
4 Marchena ·
5 Puyol ·
6 Iniesta ·
7 Villa ·
8 Xavi ·
9 Torres ·
10 Fàbregas ·
11 Capdevila ·
12 Valdés ·
13 Mata ·
14 Alonso ·
15 Ramos ·
16 Busquets ·
17 Arbeloa ·
18 Pedro ·
19 Llorente ·
20 Martínez ·
21 Silva ·
22 Navas ·
23 Reina ·
Coach: Del Bosque
1 Casillas  ·
2 Albiol ·
3 Piqué ·
4 Martínez ·
5 Juanfran ·
6 Iniesta ·
7 Pedro ·
8 Xavi ·
9 Torres ·
10 Fàbregas ·
11 Negredo ·
12 Valdés ·
13 Mata ·
14 Alonso ·
15 Ramos ·
16 Busquets ·
17 Arbeloa ·
18 Alba ·
19 Llorente ·
20 Cazorla ·
21 Silva ·
22 Navas ·
23 Reina ·
Coach: Del Bosque
1 Casillas  ·
2 Albiol ·
3 Piqué ·
4 Martínez ·
5 Azpilicueta ·
6 Iniesta ·
7 Villa ·
8 Xavi ·
9 Torres ·
10 Fàbregas ·
11 Pedro ·
12 Valdés ·
13 Mata ·
14 Soldado ·
15 Ramos ·
16 Busquets ·
17 Arbeloa ·
18 Alba ·
19 Monreal ·
20 Cazorla ·
21 Silva ·
22 Navas ·
23 Reina ·
Coach: Del Bosque
1 Casillas  ·
2 Albiol ·
3 Piqué ·
4 Martínez ·
5 Juanfran ·
6 Iniesta ·
7 Villa ·
8 Xavi ·
9 Torres ·
10 Fàbregas ·
11 Pedro ·
12 De Gea ·
13 Mata ·
14 Alonso ·
15 Ramos ·
16 Busquets ·
17 Koke ·
18 Alba ·
19 Costa ·
20 Cazorla ·
21 Silva ·
22 Azpilicueta ·
23 Reina ·
Coach: Del Bosque